# مناظره‌های انتخابات ریاست‌جمهوری ایالات متحده آمریکا (۲۰۲۰)
مناظرات ریاست جمهوری سال ۲۰۲۰ ایالات متحده بین نامزدهای اصلی در انتخابات ریاست جمهوری سال ۲۰۲۰ ایالات متحده توسط کمیسیون مناظره‌های ریاست‌جمهوری (CPD) برگزار شد.

## مناظره‌های کمیسیون مناظرات ریاست جمهوری
در ۱۱ اکتبر ۲۰۱۹، کمیسیون مناظرات ریاست جمهوری اعلام کرد که میزبان چهار مناظره خواهد بود. سه مناظره از چهار مناظره ریاست‌جمهوری بین دونالد ترامپ، رئیس‌جمهور فعلی و نامزد دموکرات‌ها جو بایدن، معاون رئیس‌جمهور سابق و نامزدهای دیگری که شاید بتوانند شرایط لازم را کسب کنند، برگزار خواهد بود. یک مناظره نیز بین مایک پنس، معاون فعلی رئیس‌جمهور و کامالا هریس نامزد دموکرات‌ها برای معاونت ریاست‌جمهوری و هر نامزد ثالثی که شرایط لازم را داشته باشد، انجام خواهد شد.
در اواخر سال ۲۰۱۹، ترامپ ادعا کرد که مناظره‌های ۲۰۱۶ «نامنصفانه» برگزار شد. رئیس کمیسیون پس از دیدار با مدیر ستاد انتخاباتی ترامپ گفت که «رئیس‌جمهور می‌خواهد در مناظره شرکت کند اما آنها در مورد انجام یا عدم انجام این کار با همکاری کمیسیون نگرانی‌هایی داشتند.» ترامپ موضوع را بیش از این به صورت علنی ادامه نداد. ترامپ همچنین خواستار مناظره‌های بیشتری (نسبت به ۳ مناظره فعلی) شد که کمپین بایدن آن را رد کرد. در پایان ماه ژوئن، نمایندگان ستاد انتخاباتی بایدن موافقت خود را با برنامه زمانی اولیه اعلام کردند.
در ماه اوت، کمیته درخواست ستاد انتخاباتی ترامپ مبنی بر اینکه مناظرات زودتر از تاریخ برنامه‌ریزی شده برگزار شوند یا اینکه یک مناظره چهارم ترتیب داده شود را رد کرد.
در تاریخ ۲۷ اوت، نانسی پلوسی، رئیس مجلس نمایندگان و از اعضای حزب دموکرات، پیشنهاد داد که بایدن باید از خیر مناظره بگذرد، با این ادعا که ترامپ «احتمالاً از روشی که در شأن یک رئیس‌جمهور نباشد» استفاده خواهد کرد. بایدن در پاسخ گفت که او می‌خواهد با ترامپ مناظره کند تا «در حالی که من با [ترامپ] مناظره می‌کنم غلط‌هایش را گوشزد کنم.»

### صلاحیت داوطلبان
برای شرکت در مناظره‌های برگزار شده توسط کمیسیون مناظرات ریاست‌جمهوری، نامزدها باید معیارهای زیر را داشته باشند:
- از نظر قانون اساسی واجد شرایط تصدی ریاست‌جمهوری باشند.
  - در روز آغاز ریاست‌جمهوری احتمالی حداقل ۳۵ سال داشته باشند.
  - یک شهروند متولد خاک ایالات متحده باشند و قبل از تصدی ریاست‌جمهوری به مدت حداقل چهارده سال مقیم ایالات متحده بوده باشند.
  - سایر شرایط ذکر شده در قانون اساسی را داشته باشند.
    - ماده ۱، بخش ۳، بند ۷، به سنای ایالات متحده این امکان را می‌دهد که هر کس را که در یک پرونده استیضاح محکوم شده باشد، از داشتن هرگونه منصب فدرال در آینده سلب صلاحیت کند.[۹]
    - بخش ۳ متمم چهاردهم هرکسی که سوگند یاد کند که از قانون اساسی حمایت کند و بعداً علیه ایالات متحده قیام کند، از رئیس‌جمهور شدن منع می‌کند. اما این رد صلاحیت با رأی دو سوم هر کدام از دو مجلس کنگره (سنا یا نمایندگان) قابل رفع است.[۱۰]
    - متمم ۲۲ انتخاب بیش از دو بار به ریاست‌جمهوری را منع می‌کند (یا اگر شخص بیش از دو سال در دوره ریاست‌جمهوریِ شخص دیگری رئیس‌جمهور (مانند شرایطی که رئیس‌جمهور برکنار می‌شود و معاونش رئیس‌جمهور می‌شود) یا رئیس‌جمهور موقت بوده باشد).[۱۱][۱۲]
- اسم نامزد باید یکی از گزینه‌های موجود در برگه‌های اخذ رای باشد، به گونه‌ای که امکان کسب حداقل ۲۷۰ رای الکترال داشته باشد[الف]
  - از نظر تئوری، این بدان معنی است که یک نامزد می‌تواند در انتخابات پیروز شود، علی‌رغم اینکه این معیار باعث شده نتواند در مناظره‌ها شرکت کند. یک نامزد می‌تواند بدون کسب بیشترین آرای الکترال به ریاست‌جمهوری برسد؛ دهمین دوره انتخابات تنها دوره‌ای بود که چنین شرایطی پیش آمد.
- مطابق گزارش پنج نظرسنجی در سطح ملی، حداقل ۱۵٪ از رای‌دهندگان قصد رای دادن به او را داشته باشند.
- نظرسنجی ای‌بی‌سی نیوز / واشنگتن پست
- نظرسنجی سی‌ان‌ان
- نظرسنجی فاکس نیوز
- نظرسنجی ان‌بی‌سی / وال‌استریت جورنال
- ان‌پی‌آر / ساعت خبری پی بی اس / نظرسنجی ماریست

### فهرست مناظره‌ها
سه مناظره ریاست‌جمهوری و یک مناظره معاونت ریاست‌جمهوری برنامه‌ریزی شده‌است:
| مناظره‌های نامزدهای ریاست‌جمهوری        | مناظره‌های نامزدهای ریاست‌جمهوری                            | مناظره‌های نامزدهای ریاست‌جمهوری | مناظره‌های نامزدهای ریاست‌جمهوری | مناظره‌های نامزدهای ریاست‌جمهوری | مناظره‌های نامزدهای ریاست‌جمهوری | مناظره‌های نامزدهای ریاست‌جمهوری | مناظره‌های نامزدهای ریاست‌جمهوری | مناظره‌های نامزدهای ریاست‌جمهوری | مناظره‌های نامزدهای ریاست‌جمهوری | مناظره‌های نامزدهای ریاست‌جمهوری | مناظره‌های نامزدهای ریاست‌جمهوری | مناظره‌های نامزدهای ریاست‌جمهوری | مناظره‌های نامزدهای ریاست‌جمهوری | مناظره‌های نامزدهای ریاست‌جمهوری | مناظره‌های نامزدهای ریاست‌جمهوری |
| شماره                                 | زمان                                                      | میزبان                         | مکان                           | مجری                           | شرکت‌کننده‌ها                    | شرکت‌کننده‌ها                    | شرکت‌کننده‌ها                    | شرکت‌کننده‌ها                    | شرکت‌کننده‌ها                    | شرکت‌کننده‌ها                    | شرکت‌کننده‌ها                    | شرکت‌کننده‌ها                    | شرکت‌کننده‌ها                    | شرکت‌کننده‌ها                    |                                |
| کلید: P شرکت‌کننده N دعوت نشده         | کلید: P شرکت‌کننده N دعوت نشده                             | کلید: P شرکت‌کننده N دعوت نشده  | کلید: P شرکت‌کننده N دعوت نشده  | کلید: P شرکت‌کننده N دعوت نشده  | جمهوری‌خواه                     | دموکرات                        |                                |                                |                                |                                |                                |                                |                                |                                |                                |
| کلید: P شرکت‌کننده N دعوت نشده         | کلید: P شرکت‌کننده N دعوت نشده                             | کلید: P شرکت‌کننده N دعوت نشده  | کلید: P شرکت‌کننده N دعوت نشده  | کلید: P شرکت‌کننده N دعوت نشده  | دونالد ترامپ از فلوریدا        | جو بایدن از دلاور              |                                |                                |                                |                                |                                |                                |                                |                                |                                |
| ------------------------------------- | --------------------------------------------------------- | ------------------------------ | ------------------------------ | ------------------------------ | ------------------------------ | ------------------------------ | ------------------------------ | ------------------------------ | ------------------------------ | ------------------------------ | ------------------------------ | ------------------------------ | ------------------------------ | ------------------------------ | ------------------------------ |
| ۱                                     | سه‌شنبه، , ۲۹ سپتامبر ۲۰۲۰ ۹:۰۰–۱۰:۳۰ شب به وقت شرق آمریکا | دانشگاه کیس وسترن رزرو         | کلیولند، اوهایو                | کریس والاس                     | P                              | P                              |                                |                                |                                |                                |                                |                                |                                |                                |                                |
| ۲                                     | سه‌شنبه ۱۵ اکتبر ۲۰۲۰ ۹:۰۰–۱۰:۳۰ شب به وقت شرق آمریکا      | مرکز هنرهای نمایشی ادرین آرشت  | میامی، فلوریدا                 | استیو اسکالی                   | P                              | P                              |                                |                                |                                |                                |                                |                                |                                |                                |                                |
| ۳                                     | سه‌شنبه، ۲۲ اکتبر ۲۰۲۰ ۸:۰۰–۹:۳۰ شب به وقت مرکز آمریکا     | دانشگاه بلمونت                 | نشویل، تنسی                    | کریستن ولکر                    | P                              | P                              |                                |                                |                                |                                |                                |                                |                                |                                |                                |
| مناظره‌های نامزدهای معاونت ریاست‌جمهوری |                                                           |                                |                                |                                |                                |                                |                                |                                |                                |                                |                                |                                |                                |                                |                                |
| شماره                                 | زمان                                                      | میزبان                         | مکان                           | مجری                           | شرکت‌کننده‌ها                    | شرکت‌کننده‌ها                    | شرکت‌کننده‌ها                    | شرکت‌کننده‌ها                    | شرکت‌کننده‌ها                    | شرکت‌کننده‌ها                    | شرکت‌کننده‌ها                    | شرکت‌کننده‌ها                    | شرکت‌کننده‌ها                    | شرکت‌کننده‌ها                    |                                |
| کلید: P شرکت‌کننده N دعوت‌نشده          | کلید: P شرکت‌کننده N دعوت‌نشده                              | کلید: P شرکت‌کننده N دعوت‌نشده   | کلید: P شرکت‌کننده N دعوت‌نشده   | کلید: P شرکت‌کننده N دعوت‌نشده   | جمهوری‌خواه                     | دموکرات                        |                                |                                |                                |                                |                                |                                |                                |                                |                                |
| کلید: P شرکت‌کننده N دعوت‌نشده          | کلید: P شرکت‌کننده N دعوت‌نشده                              | کلید: P شرکت‌کننده N دعوت‌نشده   | کلید: P شرکت‌کننده N دعوت‌نشده   | کلید: P شرکت‌کننده N دعوت‌نشده   | مایک پنس از ایندیانا           | کامالا هریس از کالیفرنیا       |                                |                                |                                |                                |                                |                                |                                |                                |                                |
| ۱                                     | چهاشنبه، ۷ اکتبر ۲۰۲۰ ۷:۰۰–۸:۳۰ شب به وقت مرکز آمریکا     | دانشگاه یوتا                   | سالت‌لیک‌سیتی، یوتا              | سوزان پیج                      | P                              | P                              |                                |                                |                                |                                |                                |                                |                                |                                |                                |

### اولین مناظره ریاست‌جمهوری
اولین مناظره سه‌شنبه، ۲۹ سپتامبر ۲۰۲۰، ساعت ۹ شب به وقت محلی به میزبانی دانشگاه کیس وسترن رزرو و کلینیک کلیولند در کلیولند برگزار شد. کریس والاس از فاکس نیوز اولین مناظره را اجرا کرد.

#### فرمت
مناظره به شش بخش تقسیم شد: «سوابق ترامپ و بایدن، دیوان عالی، شیوع ویروس کرونا، مسائل نژادی و خشونت در شهرها، سلامت انتخابات و اقتصاد». هر بخش حدوداً ۱۵ دقیقه بود و در طول آن، والاس هر موضوع را اعلام کرده و به هر نامزد دو دقیقه برای صحبت کردن زمان می‌داد. سایر زمان هر بخش به بحث بین نامزدان گذشت. به‌طور کلی، زمان اختصاص‌داده‌شده به هر نامزد کاملاً به صحبت‌های وی اختصاص نیافت؛ چرا که ترامپ مکرراً صحبت‌های بایدن را در طول زمان پاسخ‌گویی وی به پرسش‌ها یا در هنگام بحث همزمان قطع کرد و والاس چندین بار به خاطر این موضوع به او تذکر داد. در یک بخش، بایدن خطاب به ترامپ گفت: «آیا خفه خواهی شد، مرد؟»
در طول مناظره، ترامپ از محکوم کردن برترپنداری نژاد سفید و گروه‌های شبه‌نظامی خودداری کرد و مدعی شد که خشونت افراطی «مشکلی از جانب راست‌گرایان نیست». او در خصوص پسران مغرور پاسخ داد: «پسران مغرور، عقب بایستید و آماده باشید»—صحبتی که توسط برخی از اعضای گروه‌های راست تندرو، و سایرین، به عنوان فراخوانی برای آنان برداشت شد. صحبت‌های ترامپ با انتقاداتی همراه بود، از جمله از طرف ریک سنتوروم، سناتور پیشین، که محکوم نکردن برترپنداری نژاد سفید از سوی ترامپ را «اشتباهی بزرگ» خواند. تیم ترامپ با این انتقادات مخالفت کرده و اعلام کردند که ترامپ «مداوماً» برترپنداری نژاد سفید را محکوم کرده و در طول مناظره هم دو بار به محکومیت آن پرداخته.

### مناظره نامزدهای معاونت ریاست‌جمهوری
مناظره میان نامزدهای معاونت ریاست‌جمهوری چهارشنبه، ۷ اکتبر ۲۰۲۰ ساعت ۷ بعدازظهر به وقت محلی در تالار کینگزبری در دانشگاه یوتا در سالت لیک سیتی برگزار شد. سوزان پیج از یواس‌ای تودی مناظره معاون ریاست جمهوری را اجرا کرد.

### دومین مناظره ریاست‌جمهوری
دومین مناظره به دلیل امتناع ترامپ از حضور در مناظره مجازی لغو شد.

### آخرین مناظره ریاست‌جمهوری
آخرین مناظره در روز پنجشنبه، ۲۲ اکتبر ۲۰۲۰ ساعت ۸ شب به وقت محلی، در مرکز رویدادهای کرب در دانشگاه بلمونت در نشویل، تنسی انجام شد. کریستن ولکر از ان‌بی‌سی مناظره نهایی را اجرا کرد.

## مناظره‌های بنیاد انتخابات آزاد و برابر

### اولین مناظره آزاد (هیلتون شیکاگو)
در اوایل ۴ مارس ۲۰۲۰، بنیاد انتخابات آزاد و در هتل هیلتون شیکاگو مناظره‌ای با حضور نامزدهای مختلف احزاب ثالث و همچنین نامزدهای با شهرت کمتر و وابسته به احزاب دموکرات و جمهوری‌خواه برگزار کرد.
| مناظره‌های آزاد و برابر ۲۰۲۰ | مناظره‌های آزاد و برابر ۲۰۲۰        | مناظره‌های آزاد و برابر ۲۰۲۰ | مناظره‌های آزاد و برابر ۲۰۲۰        | مناظره‌های آزاد و برابر ۲۰۲۰              | مناظره‌های آزاد و برابر ۲۰۲۰     | مناظره‌های آزاد و برابر ۲۰۲۰ | مناظره‌های آزاد و برابر ۲۰۲۰   | مناظره‌های آزاد و برابر ۲۰۲۰  | مناظره‌های آزاد و برابر ۲۰۲۰ | مناظره‌های آزاد و برابر ۲۰۲۰ | مناظره‌های آزاد و برابر ۲۰۲۰ | مناظره‌های آزاد و برابر ۲۰۲۰ | مناظره‌های آزاد و برابر ۲۰۲۰ |
|                             |                                    |                             |                                    | شرکت کنندگان دعوت شده                    | شرکت کنندگان دعوت شده           | شرکت کنندگان دعوت شده       | شرکت کنندگان دعوت شده         | شرکت کنندگان دعوت شده        | شرکت کنندگان دعوت شده       | شرکت کنندگان دعوت شده       | شرکت کنندگان دعوت شده       | شرکت کنندگان دعوت شده       |                             |
|                             |                                    |                             |                                    | Democratic                               | Libertarian                     | Libertarian                 | Libertarian                   | Green                        | Constitution                | American Solidarity         | Life and Liberty            | Transhumanist               |                             |
| تاجر مارک استوارت کنتیکت    | فعال دن برهمان تگزاس               | فعال اریک گرهارت پنسیلوانیا | نایب رئیس LNC آروین وهرا از مریلند | فعال Sedinam Moyowasifza-Curry کالیفرنیا | مشاور مالی چارلز کراوت ویرجینیا | مربی برایان کارول کالیفرنیا | فعال ج ر. مایرز آلاسکا        | فعال بن صهیون از آریزونا     |                             |                             |                             |                             |                             |
|                             |                                    |                             |                                    | Democratic                               | Republican                      | Libertarian                 | Libertarian                   | Libertarian                  | Libertarian                 | Socialist                   | Transclusion                | Independent                 |                             |
| وکیل موزی بوید آرکانزاس     | آینده نگر زولتان ایستوان کالیفرنیا | ستوان کن آرمسترانگ هاوایی   | دکتر جو یورگنسن کارولینای جنوبی    | گروهبان آدام کوکش ایندیانا               | فعال ورمن سوپریم ماساچوست       | تاجر هووی هاوکینز نیویورک   | فعال گلوریا لا ریوا کالیفرنیا | فعال مارک چارلز منطقه کلمبیا |                             |                             |                             |                             |                             |
| --------------------------- | ---------------------------------- | --------------------------- | ---------------------------------- | ---------------------------------------- | ------------------------------- | --------------------------- | ----------------------------- | ---------------------------- | --------------------------- | --------------------------- | --------------------------- | --------------------------- | --------------------------- |